# Albuquerque Mendes
Albuquerque Mendes (Trancoso, 1953) é um artista plástico / pintor português.
O artista trocou os estudos de Engenharia Civil pelo curso de Artes Plásticas na Universidade de Coimbra. Na década de 1970 surge a primeira performance/ritual em Portugal realizada por Albuquerque Mendes. Frequentou o Círculo de Artes Plásticas de Coimbra (CAPC), entre 1970 e 1975, e aí realizou a sua primeira exposição individual, em 1971. Imediatamente após a Revolução dos Cravos, em 25 de Abril de 1975, Albuquerque Mendes passou a integrar o Grupo Puzzle, com uma assinalável prática de intervenções públicas, organização de festivais de performance em vários pontos do país, aliada à proposta de uma pintura de fragmentos, realizada individualmente, e que depois passava a ser grupal.  
Albuquerque ocupa um lugar histórico e singular nas artes portuguesas, e ganhou notoriedade em 1977, durante o congresso da Associação Internacional de Críticos de Arte, em Lisboa, quando o crítico e cineasta José Ernesto de Sousa organizou a mostra “Alternativa Zero”, de grande importância no panorama da arte portuguesa da segunda metade do século XX. A nível internacional, o artista ganhou grande visibilidade com as suas performances, tendo participado em alguns dos mais importantes festivais do género, como na França, no Centro Georges Pompidou em Paris e no Simpósio de Lyon, Alemanha, Países Baixos, ao lado de artistas como Joseph Beuys, Wolf Vostell ou Orlan. Em Portugal, junto com Gerardo Burmester, Albuquerque Mendes fundou a Associação Arte Espaço Lusitano com o objectivo de divulgar a arte portuguesa. O espaço mostra importantes exposições, sempre aliadas a um valor performático, como "Os retratos de Marcel Duchamp" e "Os Frequentadores do Cabaret Voltaire".
Em Novembro de 2001, a Fundação de Serralves realizou a primeira exposição antológica do artista: “Confesso”, com organização de João Fernandes, curador da instituição. Em 2000, realizou a exposição "Lágrimas", na Galeria Anna Maria Niemeyer, no Rio de Janeiro.
Actualmente, protagoniza uma das mais activas e intensas presenças na cena artística portuguesa. Foi convidado a criar as peças oficiais da recepção ao Papa Bento XVI - o “Estandarte da Paz”, o “Lenço Peregrino” e a “Medalha Amanhecer” - aquando da sua visita à cidade do Porto a 14 de Maio de 2010. Em 2017, recebeu a Medalha Municipal de Mérito -- Grau Ouro pela Câmara Municipal do Porto, presidida por Rui Moreira, pela sua assinalável contribuição para o desenvolvimento e difusão artística da cidade. Em 2018, foi convidado pela vinícola portuguesa Esporão para ilustrar os rótulos das novas colheitas de Esporão Reserva e Private Selection.

## Exposições selecionadas

### Individuais
- “Na Próxima Encarnação Beijo-te na Boca”, Galeria Graça Brandão, Lisboa, Portugal (2023)
- “Com a Garganta Seca”, Colégio das Artes da Universidade de Coimbra, Coimbra, Portugal (2023)
- “Paraíso das dores”, Galeria Nuno Centeno, Porto, Portugal (2023)
- “O Homem que vê aviões debaixo da terra”, Cine-Teatro Garrett - Espaço Concreto, Póvoa de Varzim, Portugal (2022)
- “Corpo de Performance”, curadoria de Paula Pinto, Museu da Vila Velha, Portugal (2021)
- “No chão do paraíso”, Auditório Municipal de Gondomar, Gondomar, Portugal (2020)
- “Fogo”, Casa Museu Teixeira Lopes, Vila Nova de Gaia, Portugal (2019)
- “Na inquietude do desejo”, Ciclo “Ações Estéticas Quase Instantâneas”, Museu Nacional Soares dos Reis, Porto, Portugal (2018)
- "Jugglers – Problemas e Insolvência", Galeria Graça Brandão, Lisboa, Portugal (2017)[4]
- "ROSEBUD", Quarto 22, Colégio das Artes de Coimbra, Coimbra, Portugal (2016)
- "O Lugar da Casa", Cooperativa Árvore, Porto, Portugal (2015)
- “23 Décembre 1888”, Quase Galeria, Porto, Portugal (2014)
- "Paradoxos Degenerados: Entre ações, Pensamento e Obras", Carpe Diem Arte e Pesquisa Lisboa, Portugal (2014)
- "Do sagrado na arte - Evangelhos comentados por artistas",  Lisboa , Portugal (2014)
- "Festim", Galeria Graça Brandão, Lisboa, Portugal (2013)
- "den dag manden faldt ned fra himlen i Danmark", Galeria Nuno Centeno, Porto, Portugal (2012)
- "Eu tenho 58 anos e isso não quer dizer nada", Galeria Graça Brandão, Lisboa, Portugal (2011)
- "Trancoso, 17 de Marco de 1953", Galeria de Arte do Teatro Municipal da Guarda, Guarda, Portugal (2011)
- "Making of / La Creazione", Igreja de Santo António dos Portugueses, Roma, Itália (2010)
- "O Tempo de Uma Vida", Galeria Graça Brandão, Lisboa, Portugal (2006)
- "Natureza e Crueldade", Museu de Arte Contemporânea de Niterói, Rio de Janeiro, Brasil (2005)
- “Natureza e Crueldade”, Galeria Graça Brandão, Porto, Portugal (2004)
- “Mar, Mãe, Sal, Sol”, Casa Museu Nogueira da Silva, Braga, Portugal (2002)
- “Mar, Mãe, Sal, Sol”, Casa Municipal de Cultura, Cantanhede, Portugal (2002)
- “Estrela Polar”, Galeria Brito Cimino, São Paulo, Brasil (202)
- “Confesso”, Exposição Antológica, Museu de Arte Contemporânea de Serralves, Porto, Portugal (2001)
- “Lágrimas” – Galeria Anna Maria Niemeyer, Rio de Janeiro, Brasil (2000)
- “Salomé” – Galeria Lídia Cruz, Leiria, Portugal (2000)
- Galeria Canvas, Porto, Portugal (1999)
- “Via Sacra”, Museu de Arte Moderna do Recife e Centro Cultural de João Pessoa, Brasil (1999)
- “O Martírio de São Bartolomeu em Trancoso”, Casa Museu Almeida Miranda, Viseu, Portugal (1998)
- “O Martírio de São Bartolomeu em Trancoso”, Galeria da Restauração, Porto, Portugal (1998)
- “Ardor”, Museu de Arte Moderna da Bahia, São Salvador, Brasil (1998)
- “No jardim das Oliveiras”, Galeria Canvas, Porto, Portugal (1997)
- “Com os Olhos na Solidão”, Galeria Edicarte, Funchal, Portugal (1997)
- “No mesmo lugar” – Museu da Inconfidência, Ouro Preto, Brasil (1997)
- “Sete Pecados Mortais” – Galeria André Viana, Porto, Portugal (1997)
- Galeria Assírio e Alvim, Lisboa, Portugal (1996)
- “Céus”, Paço Imperial, Rio de Janeiro, Brasil (1996)
- Galeria Lídia Cruz, Leiria, Portugal (1994)
- “Aguarelas do Hospital”, Casa Museu Nogueira da Silva, Braga, Portugal (1993)
- "Las moradas", Casa do Despacho da Ordem de São Francisco, Porto, Portugal (1992)
- "Almas", Galeria Nasoni, Lisboa, Portugal (1991)
- "Offertorium", Museu Municipal Amadeo de Souza-Cardoso, Amarante, Portugal (1991)
- "Açúcar", Galeria Nasoni, Porto, Portugal (1991)
- Galeria Gruporzán, A Coruña, Espanha (1988)
- "Titanic", Galeria SEN, Madrid, Espanha (1985)
- "Os frequentadores do Cabaret Voltaire", Galeria da Imprensa Nacional/Casa da Moeda, Livraria do estado, Lisboa, Portugal (1984)
- "Les portraits de Marcel Duchamp", Galerie Diagonale, Paris, França (1982)
- "La multiplication des réalités", Galerie Diagonale, Paris, França (1978)
- "Ironique Jouissance", Galerie Jacques Boundin, Nice, França (1976)
- "Exercício com selo de origem", Círculo de Artes Plásticas, Coimbra, Portugal (1975)
- Círculo de Artes Plásticas, Coimbra, Portugal (1971)

### Colectivas
- "Pensamento e risco", Sala Júlio Resende do Auditório Municipal de Gondomar, Gondomar, Portugal (2018)[5]
- "Accrochage de Verão", Galeria Graça Brandão, Lisboa, Portugal (2018)
- "Zéro de conduite - obras da coleção de Serralves", Museu de Arte Contemporânea de Serralves, Porto, Portugal (2018)[6]
- "Do Tirar pelo Natural. Inquérito ao retrato português", Museu Nacional de Arte Antiga, Lisboa, Portugal (2018)[7][8]
- "Processos em Trânsito/Livros de Artista", Câmara Municipal de Matosinhos, Matosinhos, Portugal (2018)[9]
- "Para a construção do Museu de Causas", Convento Corpus Christi, Vila Nova de Gaia, Portugal (2018)[10][11]
- "É tudo uma questão de performatividade", Fórum Cultural de Cerveira, Vila Nova de Cerveira, Portugal (2018)
- "Wild Flowers (wildness is contextual!) – Volume II (grow flowers!)", Galerie Iragui, Moscovo, Rússia (2018)[12]
- "Portugal Portugueses", Museu Afro Brasil, São Paulo, Brasil (2016)[13][14]
- “Prometheus fecit - terra, água, mão e fogo”, Museu Nacional Soares dos Reis, Porto, Portugal (2014)[15]
- "Grupo PUZZLE (1976-1981) - Pintura Colectiva = Pintura Individual", Centro de Artes e Espectáculos da Figueira da Foz, Portugal (2011)
- "The Painting and the contexts of history of art" Albuquerque Mendes + Djordje Ozbolt, The Mews Project Space, Londres, Inglaterra (2010)
- "The Saint's Path (with Nelson Leirner)", Valencia Institute of Modern Art, Valencia, Espanha (2009)[16][17]
- "The Saint's Path (with Nelson Leirner)", Extremaduran and Ibero-American Museum of Contemporary Art, Badajoz, Espanha (2009)
- "The Saint's Path (with Nelson Leirner)", Casa da América, Madrid, Espanha (2008)
- “Constelações Afectivas II" - Parte 1 e 2, Galeria Graça Brandão, Lisboa, Portugal (2006)[18]
- “Lágrimas”, Exposição integrada no aniversário de Inês de Castro, Coimbra, Portugal (2005)
- “Obras Escritas”, Biblioteca Almeida Garrett, Porto, Portugal (2003)
- “Os quatro elementos”, Casa Municipal de Cultura, Cantanhede, Portugal (2002)
- “O Sangue e as suas metáforas”, Teatro do Campo Alegre, Porto, Portugal (2001)
- “O Elogio da Loucura”, Hospital Conde Ferreira, Porto, Portugal (2001)
- “Porto 60/70, Os Artistas e a Cidade”, Museu de Serralves, Porto, Portugal (2001)[19][20]
- “A Árvore das Virtudes, a Árvore na Cultura, nas Artes, na Cidade”, Biblioteca Almeida Garrett e Coop. Árvore, Porto, Portugal (2001)
- “Arte no Porto no século XX”, Biblioteca Almeida Garrett, Porto, Portugal (2001)
- “Arritmias”, Mercado Ferreira Borges, Porto, Portugal (2000)
- “III Bienal de Arte da Fundação Cupertino de Miranda de Famalicão", Museu da Guarda, Guarda, Portugal (2000)
- “Accrochage IV”, Galeria Canvas, Porto, Portugal (2000)
- “Colecção do MEIAC”, Fundação D. Luís I, Cascais, Portugal (2000)

## Performances
- "Passagem", Museu Nacional de Soares dos Reis, Porto, Portugal (2016)
- "Lígia", Bienal da Maia I, Maia, Portugal (2015)
- “Ligia”, Anozero: Bienal de Arte Contemporânea de Coimbra, Coimbra, Portugal (2015)[21]
- "E o que hei-de amar senão o enigma?", com Luís Miguel Fontes, Ritual II - Espaço Mira, Porto, Portugal (2014)
- “Changes”, com Beatriz Albuquerque, Galeria Nuno Centeno, Porto, Portugal (2012)
- "They shoot horses, don't they?", com Beatriz Albuquerque, A Sala, Porto, Portugal (2009)
- Ritual/Performance (org. Casa das Américas), Madrid, Espanha (2008)
- "XY", com Rute Rosas, Rivoli - Teatro Municipal, Porto, Portugal (2006)
- "Birthday Luck", Mercedes Viegas Gallery, Rio de Janeiro, Brasil (2005)
- "Reading", Museu de Arte Contemporânea de Niterói, Brasil (2005)
- "Guanabara Bay", Graça Brandão Gallery, Porto, Portugal (2004)
- "Natureza e Crueldade", Galeria Graça Brandão, Porto, Portugal (2004)
- "The Story of a Miracle", Teatro do Campo Alegre, Porto, Portugal (2001)
- "Tango", Museu de Serralves, Porto, Portugal (2001)
- "Procession", Galeria Canvas, Porto, Portugal (2000)
- "Perspectiva: Alternativa Zero", Casa de Serralves, Porto, Portugal (1997)
- "Ritual", intervenção na inauguração da exposição, Sala Atlântica, Galeria Nasoni, Porto, Portugal (1987)
- "Quem quer ser lobo, veste-lhe a pele", Alternativa - Festival Internacional de Performance, Porto, Portugal (1987)
- PERFORMARTE  I Encontro Nacional de Performance, AICA, Claustros do Convento da Graça, Torres Vedras, Portugal (1985)
- "Ritual", Stiching Makkom, Amesterdão, Holanda (1984)
- Intervenção na inauguração de exposição "Os frequentadores do Cabaret Voltaire", Galeria EG, Porto, Portugal, Portugal 1984)
- "Ritual", 10ème anniversaire du 25 avril à Paris. Portugal Vivant, Centre Georges Pompidou, Paris, França (1984)
- "Envelope surpresa", IV Bienal Internacional de Arte de Vila Nova de Cerveira, Portugal (1984)
- Albuquerque Mendes e Gerardo Burmester fazem férias no Espaço Lusitano, Espaço Lusitano, Porto, Portugal (1983)
- Alternativa III - Festival Internacional de Arte Viva, Almada, Portugal  (1983)
- "Ritual", Galeria J&J Donguy, Paris, França (1982)
- "Ritual", I Festival de Performance Portugaise de la Ville de Paris, França (1982)
- "Ritual", I Recontre de Performance de Nice, França (1982)
- "O príncipe dos meus sonhos", Nuit de la Performance Portugaise, Usine Pali Kai, Paris, França, Portugal (1982)
- Intervenção na inauguração da exposição "Os retratos de Marcel Duchamp", Galeria Roma e Pavia, Porto, Portugal (1982)
- "Portugal é lindo", com Gerardo Burmester, Duas noites de Performance, Edifício Chiado, Coimbra, Portugal (1981)
- "Ritual", Art d'Aujourdhui, Musée d'Art Moderne, Estrasburgo, França (1981)
- "Envelope surpresa", Antwerp International Mail Art Festival, International Cultureel Centrum, Antuérpia, Holanda (1981)
- ARC Semaine dAction, Musée d'Art Moderne de la Ville de Paris, França (1980)
- "Les quatres saisons de lannée", Salle Mermillon de l'Espace Lyonnais dArt Contemporain, Lyon, França (1979)
- "Ritual", ruas de Lyon, França (1979)
- I Festival International d'Art Postal d'Avant-garde, Musée des Arts Décoratifs, Paris, França (1979)
- "Ritual da água", Studio de Lucien Mars/Nuit blanche de la Performance, I Symposium International d'Art Performance de Lyon, França (1979)
- 28éme Salon de la Jeune Peinture, Musée du Luxembourg, Paris, França (1977)
- "Os três dedos da mão do arco-íris", Praça da Liberdade e Avenida dos Aliados, Porto, Portugal (1977)
- "As três mortes de S.João Baptista", Praça do Passeio Alegre, Póvoa do Varzim, Portugal (1976)
- III Encontros Internacionais de Arte em Portugal, Póvoa do Varzim, Portugal (1976)
- "Ritual", Chiado, Lisboa (1975)
- Exposição documental dos II Encontros Internacionais de Arte em Portugal, Palácio dos Coruchéus, Lisboa, Portugal (1975)
- "Exercício com selo de origem", Círculo de Artes Plásticas de Coimbra (CAPC), Portugal (1975)
- "A Arte é bela, tudo é belo", 1000011º Aniversário da Arte, Círculo de Artes Plásticas de Coimbra (CAPC), Portugal (1974)

## Prémios e distinções
- Medalha Municipal de Mérito -- Grau Ouro, Câmara Municipal do Porto, Portugal (2017)
- Prémio Aquisição, VI Mostra Unión Fenosa, A Coruña, Espanha (1999)
- Prémio Amadeu de Souza-Cardoso, Amarante, Portugal (1997)
- Prémio Nadir Afonso, I Bienal Arte Jovem, Chaves, Portugal (1983)